# Mateo Kovačić
Mateo Kovačić, né le 6 mai 1994 à Linz (Autriche), est un footballeur international croate qui joue au poste de milieu relayeur à Manchester City.

## Biographie

### Enfance et débuts dans le football
Mateo Kovačić naît le 6 mai 1994 à Linz, en Autriche, de parents croates de Bosnie-Herzégovine. Dès son plus jeune âge, à 6 ans, Kovačić commence à jouer au football dans l'académie des jeunes du LASK Linz, un club local évoluant en première division autrichienne. Alors âgé de 13 ans, le milieu de terrain est repéré par les recruteurs de VfB Stuttgart, de l'Ajax Amsterdam, de la Juventus et du Bayern Munich. Ceux-ci n'arrivent cependant pas à le signer car ses parents décident de le faire revenir dans son pays d'origine, la Croatie. Kovačić signe dès lors au Dinamo Zagreb après avoir passé sept ans au LASK Linz. Ses belles prestations lui valent de s’entraîner avec l’équipe première puis un mois plus tard, il est convoqué pour un match de première division avec les professionnels, mais ne joue pas,. Pendant le mois de septembre, il signe son premier contrat professionnel, puis plus tard le club informe qu'il portera le no 8. Au mois d'octobre, le quotidien sportif local, le Sportske novosti rapporte que les recruteurs d'Arsenal, Steve Rowley et Bobby Bennett, sont arrivés à Zagreb pour le superviser lors des matchs contre le HNK Cibalia et contre le NK Zagreb.

### Carrière en club

#### Dinamo Zagreb

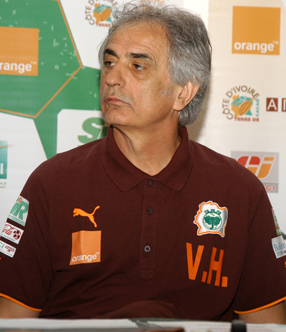
Vahid Halilhodžić est son premier entraîneur.

À l’âge de 16 ans et 198 jours, Kovačić est lancé dans le grand bain par Vahid Halilhodžić, lors d’une rencontre à l'extérieur de Prva HNL contre le Dragovoljac Zagreb, le 20 novembre 2010. Il y inscrit son premier but professionnel en marquant le but du quatre-zéro. Le match se termine sur un six à zéro en faveur des Modri. Il devient ainsi le plus jeune buteur de l’histoire du Championnat de Croatie, devant Dino Špehar qui avait marqué une semaine plus tôt pour le NK Osijek à l'âge de 16 ans et 278 jours, le 13 novembre 2010,,. Pour la fin de la saison 2010-2011, il dispute six autres matchs en ligue croate et deux matchs en coupe croate. Il remporte lui et son équipe la Prva HNL avec 17 points d'avance sur son concurrent direct, le HNK Hajduk Split.
Au début de la saison 2011-2012, Kovačić démontre à son nouvel entraîneur, Krunoslav Jurčić, qu'il peut tenir une place de titulaire au sein de l'effectif croate, lors des tours préliminaires et des barrages de la ligue des champions grâce à ses six matchs consécutifs de haute volée qui permettront au Dinamo de revenir en C1, 12 ans après leur dernière apparition, le 2 novembre 1999 face à l'Olympique de Marseille. En Ligue des champions, à seulement 17 ans, lors de première rencontre du groupe D, il apparaît dans le onze de départ face au Real Madrid, il est remplacé à la 63e minute par Nikola Pokrivač, défaite un but à zéro des Modri. Parallèlement en championnat, pendant le match contre le NK Lučko (en), il reprend le brassard de capitaine au profit de Leandro Cufré. Il devient ainsi le plus jeune joueur de l'histoire du Dinamo Zagreb à endosser le maillot de capitaine. La rencontre comptant pour la sixième journée du groupe D, face à l'Olympique lyonnais, voit Kovačić ouvrir le score à la suite de deux arrêts successifs de Hugo Lloris sur des frappes de Fatos Bećiraj, le ballon arriva au second poteau où Kovačić propulsa le cuir dans les filets des Gones, ce but, le fait devenir le deuxième plus jeune buteur de la ligue des champions derrière Peter Ofori-Quaye, c'est par ailleurs le premier de Mateo en coupe européenne. Malgré ce but, Lyon l'emporte sur le très large score de 7 à 1. En coupe de Croatie, il joue sept rencontres soit toutes les rencontres possibles dont la finale aller-retour, pendant laquelle il inscrit un but lors du retour, son équipe remporte le retour 3-1 à la suite d'un 0-0 à l'aller, et est donc sacré vainqueur de la coupe de Croatie au profit du NK Osijek. À la fin de la saison, Kovačić pointe son compteur de but à sept buts toutes compétitions confondues, cinq en championnat, un en coupe et un en Ligue des champions, tandis que les Purgeri et lui sont une nouvelle fois sacrés champion de Croatie avec 21 points d'avance sur le deuxième, le HNK Hajduk Split.

#### Inter Milan
À la suite du départ de Wesley Sneijder au Galatasaray SK en milieu de saison et après l'échec dans sa tentative de recruter Paulinho, l'Inter Milan décide de se tourner vers l'avenir et mise sur Kovačić lors du dernier jour du mercato hivernal pour mener son milieu de terrain avec un transfert qui avoisine les 11 millions d'€,. Il y récupère le no 10 laissé vacant par le Néerlandais,. Il réussit ses débuts sous le maillot nerazzurri. Régulièrement utilisé par Andrea Stramaccioni en tant que milieu reculé, il l'est moins quand celui-ci est remplacé par Walter Mazzarri en 2013-2014 qui utilise un autre système de jeu,. Sous la direction de Roberto Mancini, il redevient titulaire.
Le 28 août 2014, Mateo Kovačić inscrit ses trois premiers buts sous les couleurs de l'Inter Milan en Ligue Europa contre les Islandais du Ungmennafélagið Stjarnan (victoire 6-0 de l'Inter).
Le 21 décembre 2014, alors que l'Inter Milan est mené face à la Lazio Rome 2 buts à 0, Kovacic réduit le score sur une magnifique reprise de volée.
Le match se terminera finalement sur le score de 2-2.
En janvier 2015, le Croate signe une extension de contrat jusqu'en 2019.

#### Real Madrid
Le 18 août 2015, le Real Madrid officialise la venue du jeune croate pour un montant estimé à 35 millions d'euros. Il signe pour six ans et y porte le numéro 16. À son arrivée, il est vu comme une alternative à Luka Modrić et Toni Kroos au milieu de terrain. Régulièrement utilisé durant sa première saison au club, il ne l'est que huit fois sur 38 en tant que titulaire en Liga. Il l'est davantage durant sa deuxième saison, où les titulaires habituels Modrić, Kroos ou Casemiro sont touchés par des blessures,. En janvier 2017, il inscrit son premier - et unique - but en Liga lors d'une victoire du Real Madrid 3-0 contre la Real Sociedad.
Sa saison 2017-2018 est perturbée en septembre par une rupture partielle d'un tendon adducteur droit.
Il gagne trois Ligues des champions sous le mailot merengue.

#### Chelsea FC
Le 8 août 2018, Kovačić est prêté à Chelsea pour un an. Il fait ses débuts dans une victoire 3 à 2 à domicile contre Arsenal le 18 août, en tant que remplaçant en seconde période.
Le 1er juillet 2019, Kovačić rejoint définitivement Chelsea, en signant un contrat de cinq ans contre une indemnité estimée par Marca de 45 millions d'euros,. Kovačić marque son premier but pour Chelsea le 27 novembre 2019, lors d'un match nul 2–2 en Ligue des champions contre Valence au Stade de Mestalla.

#### Manchester City
Mateo Kovačić rejoint Manchester City pour la somme de 30 millions d'euros en juin 2023. Il y signe un contrat de quatre ans et remplace numériquement İlkay Gündoğan, parti en fin de contrat au FC Barcelone. Il présente a priori un profil plus défensif que le joueur allemand. Concernant son arrivée, Kovačić dit : « J'arrive dans un grand club, avec un grand entraîneur, pour apprendre et devenir la meilleure version de moi-même ».
Kovačić marque son premier but pour Manchester City lors des demi-finales de la Coupe du monde des clubs de la FIFA 2023 face à Urawa Red Diamonds le 19 décembre 2023. Il est titularisé et son équipe s'impose par trois buts à zéro.

### En sélection
Mateo Kovačić honore sa première sélection avec l'équipe nationale de Croatie le 22 mars 2013, en étant titularisé face à la Serbie. Son équipe s'impose par deux buts à zéro ce jour-là. Il dispute sa première compétition internationale lors de la Coupe du monde 2014 au Brésil.
Le 7 juin 2015, Kovačić inscrit son premier but en sélection lors d'un match amical face à Gibraltar. Il est titularisé ce jour-là, et participe à la victoire de son équipe (4-0 score final). L'année suivante, il est retenu pour disputer l'Euro 2016.
Mateo Kovačić est retenu dans la liste des 23 joueurs de l'équipe de Croatie par le sélectionneur Zlatko Dalić, afin de participer à la coupe du monde 2018, qui se déroule en Russie.
Il est convoqué par Zlatko Dalić, le sélectionneur de l'équipe nationale de Croatie, dans la liste des 26 joueurs croates retenus pour participer à l'Euro 2020.
Le 9 novembre 2022, il est sélectionné par Zlatko Dalić pour participer à la Coupe du monde 2022.
En mai 2024, il figure dans une liste de 26 joueurs appelés par Dalić pour l'Euro 2024.

## Vie personnelle
Kovačić est né à Linz, en Autriche, de parents Croates de Bosnie Stipo et Ružica, qui avaient quitté Zabrđe avant les guerres de Yougoslavie,. Kovačić est catholique et assiste à la messe tous les dimanches. Il parle cinq langues : croate, allemand, anglais, italien et espagnol.
En 2017, Kovačić a épousé sa compagne de longue date, Izabel Andrijanić. Le 12 octobre 2020, Andrijanić a donné naissance à leur premier enfant, un garçon,. L’enfant a été baptisé sous le prénom d’Ivan en juillet 2021, avec Luka Modrić comme parrain.

## Statistiques
| Saison                | Club                  | Championnat           | Championnat | Championnat | Coupe(s) nationale(s) | Coupe(s) nationale(s) | Supercoupe | Supercoupe | Compétition(s) continentale(s) | Compétition(s) continentale(s) | Compétition(s) continentale(s) | Supercoupe UEFA | Supercoupe UEFA | Coupe du monde des clubs | Coupe du monde des clubs | Croatie | Croatie | Total | Total |
| Saison                | Club                  | Division              | M.          | B.          | M.                    | B.                    | M.         | B.         | Comp.                          | M.                             | B.                             | M.              | B.              | M.                       | B.                       | M.      | B.      | M.    | B.    |
| 2010-2011             | Dinamo Zagreb         | Prva HNL              | 7           | 1           | 2                     | 0                     | -          | -          | -                              | -                              | -                              | -               | -               | -                        | -                        | -       | -       | 9     | 1     |
| 2011-2012             | Dinamo Zagreb         | Prva HNL              | 25          | 4           | 7                     | 1                     | -          | -          | C1                             | 12                             | 1                              | -               | -               | -                        | -                        | -       | -       | 44    | 6     |
| 2012-2013             | Dinamo Zagreb         | Prva HNL              | 11          | 1           | 1                     | 0                     | -          | -          | C1                             | 8                              | 0                              | -               | -               | -                        | -                        | -       | -       | 20    | 1     |
| Sous-total            | Sous-total            | Sous-total            | 43          | 6           | 10                    | 1                     | -          | -          | -                              | 20                             | 1                              | -               | -               | -                        | -                        | -       | -       | 73    | 8     |
| 2012-2013             | Inter Milan           | Serie A               | 13          | 0           | 1                     | 0                     | -          | -          | C3                             | 4                              | 0                              | -               | -               | -                        | -                        | 4       | 0       | 22    | 0     |
| 2013-2014             | Inter Milan           | Serie A               | 32          | 0           | 3                     | 0                     | -          | -          | -                              | -                              | -                              | -               | -               | -                        | -                        | 9       | 0       | 44    | 0     |
| 2014-2015             | Inter Milan           | Serie A               | 35          | 5           | 1                     | 0                     | -          | -          | C3                             | 8                              | 3                              | -               | -               | -                        | -                        | 8       | 1       | 52    | 9     |
| Sous-total            | Sous-total            | Sous-total            | 80          | 5           | 5                     | 0                     | -          | -          | -                              | 12                             | 3                              | -               | -               | -                        | -                        | 21      | 1       | 118   | 9     |
| 2015-2016             | Real Madrid           | Liga BBVA             | 25          | 0           | 1                     | 0                     | -          | -          | C1                             | 8                              | 1                              | -               | -               | -                        | -                        | 8       | 0       | 42    | 1     |
| 2016-2017             | Real Madrid           | Liga BBVA             | 27          | 1           | 4                     | 0                     | -          | -          | C1                             | 6                              | 1                              | 1               | 0               | 1                        | 0                        | 6       | 0       | 45    | 2     |
| 2017-2018             | Real Madrid           | Liga BBVA             | 21          | 0           | 5                     | 0                     | 2          | 0          | C1                             | 7                              | 0                              | -               | -               | -                        | -                        | 11      | 0       | 46    | 0     |
| Sous-total            | Sous-total            | Sous-total            | 73          | 1           | 10                    | 0                     | 2          | 0          | -                              | 22                             | 2                              | 1               | 0               | 1                        | 0                        | 25      | 0       | 134   | 3     |
| 2018-2019             | Chelsea FC (prêt)     | Premier League        | 32          | 0           | 7                     | 0                     | -          | -          | C3                             | 12                             | 0                              | -               | -               | -                        | -                        | 6       | 0       | 57    | 0     |
| 2019-2020             | Chelsea FC            | Premier League        | 31          | 1           | 7                     | 0                     | -          | -          | C1                             | 8                              | 1                              | 1               | 0               | -                        | -                        | 4       | 0       | 51    | 2     |
| 2020-2021             | Chelsea FC            | Premier League        | 27          | 0           | 5                     | 0                     | -          | -          | C1                             | 11                             | 0                              | -               | -               | -                        | -                        | 15      | 2       | 58    | 2     |
| 2021-2022             | Chelsea FC            | Premier League        | 25          | 2           | 10                    | 0                     | -          | -          | C1                             | 6                              | 0                              | 1               | 0               | 2                        | 0                        | 10      | 0       | 54    | 2     |
| 2022-2023             | Chelsea FC            | Premier League        | 26          | 1           | 2                     | 0                     | -          | -          | C1                             | 8                              | 1                              | -               | -               | -                        | -                        | 14      | 2       | 50    | 4     |
| Sous-total            | Sous-total            | Sous-total            | 141         | 4           | 31                    | 0                     | -          | -          | -                              | 45                             | 2                              | 2               | 0               | 2                        | 0                        | 49      | 4       | 270   | 10    |
| 2023-2024             | Manchester City       | Premier League        | 30          | 1           | 6                     | 1                     | 1          | 0          | C1                             | 6                              | 0                              | 1               | 0               | 2                        | 1                        | 9       | 0       | 55    | 3     |
| 2024-2025             | Manchester City       | Premier League        | 30          | 6           | 4                     | 0                     | 1          | 0          | C1                             | 6                              | 1                              | 0               | 0               | 0                        | 0                        | 6       | 0       | 47    | 7     |
| Sous-total            | Sous-total            | Sous-total            | 60          | 7           | 10                    | 1                     | 2          | 0          | -                              | 12                             | 1                              | 1               | 0               | 2                        | 1                        | 15      | 0       | 102   | 10    |
| Total sur la carrière | Total sur la carrière | Total sur la carrière | 397         | 23          | 66                    | 2                     | 4          | 0          | -                              | 111                            | 9                              | 4               | 0               | 5                        | 1                        | 110     | 5       | 697   | 40    |

## Palmarès

### En club
| Dinamo Zagreb (4)                                                                                        | Real Madrid (9) | Chelsea FC (4) | Manchester City (4) |
| --- | --- | --- | --- |
| - Championnat de Croatie (2) - Champion : 2011 et 2012 - Coupe de Croatie (2) - Vainqueur : 2011 et 2012 | - Championnat d'Espagne (1) - Champion : 2017 - Supercoupe d'Espagne (1) - Vainqueur : 2017 - Ligue des champions de l'UEFA (3) - Vainqueur : 2016, 2017 et 2018 - Supercoupe de l'UEFA (2) - Vainqueur : 2016 et 2017 - Coupe du monde des clubs (2) - Vainqueur : 2016 et 2017 | - Coupe d'Angleterre - Finaliste : 2020, 2022 - Coupe de la Ligue anglaise - Finaliste : 2019, 2022 - Ligue des champions (1) - Vainqueur : 2021 - Ligue Europa (1) - Vainqueur : 2019 - Supercoupe de l'UEFA (1) - Vainqueur : 2021 - Finaliste : 2019 - Coupe du monde des clubs (1) - Vainqueur : 2021 | - Supercoupe de l'UEFA (1) - Vainqueur : 2023 - Coupe du monde des clubs (1) - Vainqueur : 2023 - Championnat d'Angleterre (1) - Champion : 2024 - Community Shield (1) - Vainqueur : 2024 - Coupe d'Angleterre - Finaliste : 2024 |

### En sélection nationale
Avec la sélection croate, Kovačić est finaliste de la Coupe du monde en 2018 puis troisième en Coupe du monde 2022. Il est également finaliste de la Ligue des nations en 2023.